# Shaun Palmer
Shaun Palmer (San Diego, 14 de noviembre de 1968) es un deportista estadounidense que compitió en snowboard, skicross, ciclismo de montaña y motocrós.

## Trayectoria
Ganó una medalla de plata en el Campeonato Mundial de Ciclismo de Montaña de 1996, en la prueba de descenso. Obtuvo seis medallas de oro en los X-Games, entre 1997 y 2001, en tres deportes distintos: snowboard, ultracross y skicross.
Se clasificó para los Juegos Olímpicos de Turín 2006, pero una lesión ocurrida un par de semanas antes del inicio de estos le impidió participar en sus primeros Juegos.
En el año 2000 recibió el Premio Laureus al «Mejor deportista de acción del año». Fue nombrado mejor atleta del mundo en 1998 por USA Today y elegido mejor atleta de deportes extremos del año 2001 por ESPN.
En 1995 fundó su propia compañía, Palmer Snowboards, dedicada a la venta de material de esquí y snowboard.

## Medallero internacional
| Campeonato Mundial | Campeonato Mundial | Campeonato Mundial | Campeonato Mundial |
| Año                | Lugar              | Medalla            | Competición        |
| ------------------ | ------------------ | ------------------ | ------------------ |
| 1996               | Cairns (Australia) | Medalla de plata   | Descenso           |

| X Games de Invierno | X Games de Invierno    | X Games de Invierno | X Games de Invierno   |
| Año                 | Lugar                  | Medalla             | Prueba                |
| ------------------- | ---------------------- | ------------------- | --------------------- |
| 1997                | Aspen (Estados Unidos) | Medalla de oro      | Descenso invernal MTB |
| 1997                | Aspen (Estados Unidos) | Medalla de oro      | Campo a través SBD    |
| 1998                | Aspen (Estados Unidos) | Medalla de oro      | Campo a través SBD    |
| 1999                | Aspen (Estados Unidos) | Medalla de oro      | Campo a través SBD    |
| 2000                | Aspen (Estados Unidos) | Medalla de oro      | Campo a través SKI    |
| 2001                | Aspen (Estados Unidos) | Medalla de oro      | Ultracross            |